# Władimir Fadiejew
Władimir Leonidowicz Fadiejew, ros. Владимир Леонидович Фадеев (ur. 26 kwietnia 1958 w Dalniegorsku) – rosyjski żużlowiec, specjalizujący się w wyścigach na lodzie.
Czterokrotny medalista indywidualnych mistrzostw świata: dwukrotnie złoty (1993, 1999), srebrny (2001) oraz brązowy (2000). Ośmiokrotny medalista drużynowych mistrzostw świata: sześciokrotnie złoty (1993, 1994, 1996, 1999, 2000, 2001) oraz dwukrotnie srebrny (1995, 2002). Złoty medalista indywidualnych mistrzostw Europy (2001). Pięciokrotny medalista indywidualnych mistrzostw Rosji: złoty (2001), srebrny (2000) oraz trzykrotnie brązowy (1994, 1995, 1998).